# Skakunowate (owady)
Skakunowate (Tetrigidae) – rodzina owadów z rzędu prostoskrzydłych (Orthoptera). Obejmuje około 1763 opisane gatunki, występujące głównie w klimacie tropikalnym. W Europie stwierdzono kilkanaście gatunków.
Osiągają do 20 mm długości. Mają krótkie czułki złożone z kilkunastu członów oraz rozrośnięte na boki, silnie wydłużone ku tyłowi przedplecze, przykrywające całe ciało oprócz głowy.
Rodzaje zaliczane do Tetrigidae grupowane są w podrodzinach:
- Batrachideinae
- Cladonotinae
- Cleostratinae
- Discotettiginae
- Lophotettiginae
- Metrodorinae
- Scelimeninae
- Tetriginae
- Tripetalocerinae

W Polsce występuje kilka gatunków z rodzaju Tetrix, który jest typem nomenklatorycznym rodziny.